# Latridius mongolicus
Latridius mongolicus es una especie de coleóptero de la familia Latridiidae.

## Distribución geográfica
Habita en Mongolia.